# Quercus carmenensis
Quercus carmenensis — вид рослин з родини букових (Fagaceae); ендемік Техасу, США й Коауїли, Мексика.

## Опис
Це листопадний розлогий кореневищний кущ або невелике дерево висотою від 8 до 12 метрів, максимум до 15 метрів. Стовбур до 0.75 м в діаметрі. Кора світло-сіра, смугаста. Гілочки часто червоні, віддалено запушені, стають сірими і голими. Листки від довгастих до обернено-яйцеподібних, 3–5 × 1.3 см, досить тонкі; основа округла або клиноподібна; верхівка тупа або округла; край цілий або з неглибокими частками або злегка зубчастий біля 1/2 верхівки; верх темно-зелений, злегка запушений; низ блідо-зелений і густо-запушений; ніжка листка гола, тонка, червона, завдовжки 0.5–1 см. Чоловічі сережки 2–3 см; жіночі суцвіття 1–5 см, що несуть по 2–3 квітки. Жолуді поодинокі або парні, майже сидячі або на короткій ніжці; чашечка зі світло-коричневими лусочками.

## Середовище проживання
Ендемік Техасу, США й Коауїли, Мексика.
Населяє чагарники та рідколісся на вапняку; на висотах 2000–2500 м.